# Stanley Motta
Stanley Motta (Ciudad de Panamá, Panamá 15 de junio de 1945) es un empresario panameño.

## Biografía
Motta completó sus estudios de licenciatura en la Universidad de Tulane, Nueva Orleans, Estados Unidos.
Su abuelo paterno, Ernest Motta, emigró de Jamaica a Panamá en 1906 como ingeniero eléctrico para la construcción de la primera planta de energía en el Istmo. Su abuela paterna Emily Cardoze de Motta era panameña, hija de Isaac Haim (Isidore) Cardoze De Meza y Julita Lindo de Cardoze.
Stanley es hijo de Alberto Motta Cardoze, considerado el “padre” de las tiendas libres de impuestos en América, con el establecimiento de la primera tienda del hemisferio en el Aeropuerto Internacional de Tocumen en 1949.
Es descrito como uno de los hombres más ricos de Centroamérica, según la revista Forbes.

## Trayectoria empresarial
Motta es presidente de varias empresas panameñas en las cuales mantiene una participación:
Participa en Copa Holdings (NYSE CPA) empresa madre de la compañía panameña Copa Airlines y su filial, la colombiana Copa Airlines Colombia, y la aerolínea colombiana de bajo costo Wingo.  
También en Motta Internacional, empresa de distribución al por mayor y al por menor de relojes, lentes, electrodomésticos, juegos, licores, fragancias y cosméticos. Operador de tiendas libre de impuestos en la región. 
Es parte de TVN Media, un conglomerado de medios de comunicación. Además es director del Banco General, uno de los bancos más grandes de Panamá.
Motta ha recibido múltiples reconocimientos internacionales por su contribución al desarrollo de Panamá y Centroamérica, al igual que en la promoción de la Responsabilidad Social Empresarial.

## Contribución Social
Es miembro fundador de ANCON, Fundación Ciudad del Saber, el Biomuseo. y el Museo de la Mola. Es Fundador de la Iniciativa de Liderazgo en Centroamérica (CALI), que forma parte de la red global del Instituto Aspen (Red Global de Liderazgo de Aspen).
Además, es miembro de la Junta Directiva del Fideicomiso para las Américas, asociado a la Organización de Estados Americanos (OEA), y miembro del Consejo de Conservación de América Latina, Motta es miembro del Consejo Asesor EGADE Business School (Tecnológico de Monterrey, México) e IESE Business School (Barcelona, España). Adicionalmente, Presidente de la Junta Consultiva de INCAE.

## SumaRSE
Desde 2009, Stanley A. Motta es el presidente de SumaRSE, una organización que promueve la RSE entre organizaciones, empresas, ONG y universidades en Panamá.

## Campañas políticas
En las elecciones de 2019 contribuyó mediante donaciones a las campañas primarias partidistas de José I. Blandón del oficialista partido Panameñista y Popular, Rómulo Roux del partido Cambio Democrático (CD), Laurentino Cortizo del Partido Revolucionario Democrático (PRD) y al candidato de libre postulación Ricardo Lombana.
El candidato presidencial del PRD y el Molirena, quien resultó ganador en las elecciones del 5 de mayo, en su informe de donaciones recibidas, presentado ante el Tribunal Electoral (TE), informó que la sociedad Nitex Corporation, presidida por Stanley Motta, hizo también un aporte en la campaña presidencial.
El diario El Panamá América, cuyo dueño es el expresidente Ricardo Martinelli, publicó en 2016 que a través de su empresa Copa Airlines, Stanley Motta fue donante de la campaña presidencial de Juan Carlos Varela en 2014, sin embargo Copa Airlines no aparece listada en el documento de contribuciones privadas de la campaña presidencial de Juan Carlos Varela, presentado mediante declaración jurada ante el Tribunal Electoral de Panamá.
En 2017, el tesorero de la campaña del candidato presidential de Cambio Democrático (CD) en 2014, José Domingo Arias indicó que Stanley Motta le había hecho una donación a la campaña del CD. 
Según la declaración de José Antonio Porta, Stanley y el excandidato presidencial del partido Cambio Democrático (CD), José Domingo Arias, se reunieron con Motta, su hijo y el exministro de Hacienda y Tesoro del expresidente Ernesto Pérez Balladares. Quienes fueron llamados por Porta Álvarez   en busca de contribuciones económicas para la campaña presidencial de José Domingo Arias en 2014. 
Motta decidió apoyarlos con un millón de dólares en una cuenta en el exterior para depositar el dinero y abrieron una cuenta en el PKB Privat Bank, S.A, ubicado en Lugano, Suiza, a nombre de la sociedad Allure Consulting & Services Inc.